# Sebastian Prödl
Sebastian Prödl (Graz, Austria, 21 de junio de 1987) es un exfutbolista austriaco que jugaba de defensa.

## Biografía
Prödl empezó su carrera futbolística en un equipo de su ciudad natal, el SK Sturm Graz. Su debut en liga se produjo el 9 de diciembre de 2006 en la derrota que sufrió su equipo (0-1) ante el SV Mattersburg.
En 2008 fichó por el Werder Bremen alemán, equipo que ha realizado un desembolso aproximado de 2,5 millones de euros para hacerse con sus servicios como lateral (ignorar la información de arriba, pese a su gran envergadura, es lateral no central)
El Arsenal FC insistió en su contratación en 2010 y en 2011, finalmente el club inglés firmó al defensa alemán Per Mertesacker.
El Chelsea FC, la AS Roma y el Manchester United se interesaron en Sebastian Prödl e incluso negociaron por él pero siempre sin éxito.[cita requerida]

### Selección nacional
Con las categorías inferiores de Austria, concretamente con la selección sub-20, consiguió ser elegido por la La Gazzetta dello Sport como uno de los mejores jugadores de la Copa Mundial de Fútbol Sub-20 de 2007 celebrada en Canadá. En ese torneo fue titular en todos los partidos (8) y anotó un tanto.
Fue internacional con la selección de fútbol de Austria en 73 ocasiones. Su debut como internacional se produjo el 30 de mayo de 2007 en un partido contra Escocia.
Anotó cuatro goles con su selección. Los dos primeros los marcó en el mismo partido, el 26 de marzo de 2008 contra los Países Bajos.
Fue convocado por su selección para disputar la Eurocopa de Austria y Suiza de 2008, donde disputó dos de los tres encuentros de la fase de grupos.

## Clubes
| Club                | País       | Año       |
| ------------------- | ---------- | --------- |
| S. K. Sturm Graz    | Austria    | 2006-2008 |
| S. V. Werder Bremen | Alemania   | 2008-2015 |
| Watford F. C.       | Inglaterra | 2015-2020 |
| Udinese Calcio      | Italia     | 2020-2021 |

## Palmarés

### Títulos nacionales
| Título           | Club                | País     | Año  |
| ---------------- | ------------------- | -------- | ---- |
| Copa de Alemania | S. V. Werder Bremen | Alemania | 2009 |